# Luís Leitão
Luís Albino da Silva Leitão (Elvas, 18 de Março de 1866 - Lisboa, 13 de Maio de 1940), foi um escritor, jornalista e filantropo português.

## Biografia
Luís Leitão estudou em Lisboa e trabalhou como 1º aspirante auxiliar dos Telégrafos. Nessa altura inventou um aparelho que chamava automaticamente as estações mais renitentes em responder, aparelho que foi noticiado em jornais da época (1888).
Desde muito novo que colaborou em jornais, e ao longo da sua carreira, publicou em centenas de periódicos de Portugal, ilhas, colónias e Brasil. Foi ainda o director e da Revista do Bem, uma publicação moral portuguesa e do Anuário Comercial. Escreveu sobre diversos temas, como o combate ao crime, à guerra, ao alcoolismo, ao tabagismo, e à tauromaquia, defendeu a educação feminina, os direitos da criança, os direitos dos animais e o vegetarianismo.
Escreveu e publicou diversos livros, tendo ainda traduzido obras de autores estrangeiros.
Foi o introdutor da «Festa da Árvore» em Portugal e o responsável pela «Semana da Bondade» que se realizou durante alguns anos.
Fez parte da direcção da Sociedade Protectora dos Animais, foi membro do Instituto de Coimbra, secretário das sessões da Liga Portuguesa da Paz, membro da Société française pour l’encouragement au Bien, sócio do Instituto Branco Rodrigues, sócio benemérito da Liga Nacional de Defesa aos Animais e das Sociedades Protectoras dos Animais do Porto, Funchal, Coimbra e Aveiro, e membro honorário da de Lisboa.
Foi casado com a escritora Maria Pacheco Leitão, que editou Um Envangelizador da Bondade e da Beleza, um livro composto por artigos de diversos autores, publicados em periódicos nacionais, sobre ele. Este livro conta com artigos de J. Fontana da Silveira, Alice Moderno, Ulysses Machado, Maria Evelina de Sousa e Rodrigo Velloso, entre outros.
O Dr. Amílcar de Sousa escreveu, a propósito do lançamento do livro: “A bondade e a beleza são as duas características salientes deste homem de valor que, por inúmeros jornais e muitas outras publicações, tem espalhado a boa doutrina de fazer bem, “sem olhar a quem”. […] E é merecedor de que todos os portugueses conheçam este ilustre varão de Plutarco, meritoriamente encaminhado a divulgar o pacifismo, o feminismo, a zoofilia, etc.”
Vegetariano, Luís Leitão escreveu:
"Considerada em absoluto, a alimentação animal é nociva debaixo de todos os pontos de vista.
Mas sob o ponto de vista moral?
Principalmente sob esse, e tanto assim que Tolstói afirma ser indispensável a todo o homem que procura aperfeiçoar-se moralmente, privar-se de semelhante espécie de alimento. […]
Acreditamos na sinceridade e boa fé das pessoas que afirmam ser natural a ingestão de carne, mas nada impede que essas pessoas se enganem conjecturando assim.
Pensamos que se é rigorosamente imoral, como de facto é para os espíritos meticulosos, o homem valer-se da inferioridade relativa de outros homens para os arvorar em seus criados, impondo-lhes obrigações vexatórias, bem mais imoral é comer os nossos semelhantes de quatro e duas patas, simplesmente porque eles não podem opor-se a tal violência, e porque nos aprouve classificar de agradável a sua carne.
Não, mil vezes não!
A natureza obriga-nos a comer, é certo, mas deu-nos na exuberantíssima vegetação da terra elementos de sobra para satisfazer tal exigência."
Encontra-se colaboração da sua autoria no quinzenário A Voz do Comércio  (1929-1941).

## Obras
- Cem grandes virtudes em cem pequenos capítulos, Lisboa: Liv. Ferin, 1915
- Frutos da leitura e da reflexão, Lisboa: Liv. Ferin, 1915
- A sombra das boas árvores (2 volumes), Lisboa: Liv. Ferin, 1916
- Escola do caráter, Lisboa: Livr. Ferin 1916
- Ligas de Bondade